# Richard Abegg
Richard Wilhelm Heinrich Abegg (Danzig, 9 januari 1869 – Tessin (bij Rostock), Pommern), 3 april 1910) was een Duits scheikundige. Hij was hoogleraar aan de universiteit van Breslau. Hij is bekend om zijn onderzoekingen over de diffusiesnelheid, de vriespuntbepaling en voor zijn theorie over de dissociatie van elektrolyten. Samen met Guido Bodländer stelde hij een theorie voor elektronenaffiniteit op. 
Regel van Abegg: Bij eenzelfde element is de som van de hoogste positieve en van de hoogste negatieve waarde gelijk aan 8. Deze regel gaat het best op voor de hoofdgroepen 4 tot 7 van periodiek systeem der elementen.
Abegg werkte aan een handboek van de organische scheikunde dat hij echter niet heeft kunnen voltooien.